# Губернатор Аландских островов
Губернатор Аландских островов (швед. Ålands landshövding) — управляющий Аландскими островами. По существующему законодательству губурнатор назначается Президентом Финляндии по согласованию с Парламентом Аландов, но на практике правительство и Президент Финляндии оставили право избрания губернатора за Лагтингом Аландских островов.
Нынешним губернатором Аландских островов с 1 апреля 1999 года является Петер Линдбек.

## Губернаторы Аландских островов
| №   | Губернатор                                    | Период работы на посту     | Годы жизни  |
| 1.  | Меурман, Отто Рейнхольд Otto Reinhold Meurman | 1808 — 1809                | 1750 — 1814 |
| 2.  | Бонсдорфф, Ялмар фон Hjalmar von Bonsdorff    | 9.3.1918 — 13.6.1918       | 1869 — 1945 |
| 3.  | Исакссон, Виллиам William Isaksson            | 13.6.1918 — 17.10.1922     | 1866 — 1924 |
| 4.  | Фагерлунд, Вильгельм Wilhelm Fagerlund        | 17.10.1922 — 1.1.1938      | 1852 — 1939 |
| 5.  | Ротберг, Торстен Torsten Rothberg             | 1.1.1938 — 3.11.1938       | 1884 — 1938 |
| 6.  | Юханссон, Вальтер Walter Johansson            | 3.11.1938 — 21.12.1938     | 1885 — 1960 |
| 7.  | Йостерберг, Рубен Ruben Österberg             | 21.11.1938 — 1.5.1945      | 1895 — 1959 |
| 8.  | Королефф, Герман Herman Koroleff              | 14.5.1945 — 1.1.1954       | 1883 — 1957 |
| 9.  | Бреннинг, Тур Tor Brenning                    | 1.1.1954 — 1.7.1972        | 1903 — 1983 |
| 10. | Исакссон, Мартин Martin Isaksson              | 1.7.1972 — 1.10.1982       | 1921 — 2001 |
| 11. | Густафссон, Хенрик Henrik Gustafsson          | 1.10.1982 — 1.4.1999       | р. 1934     |
| 12. | Линдбек, Петер Peter Lindbäck                 | с 1 апреля 1999 - 1.4.2023 | р. 1955     |
| 13. | Марине Холм-Йоханссон Marine Holm-Johansson   | 1 апреля 2023              | p. 1964     |